# أولاد عليو
قرية أولاد عليو هي إحدى القري التابعة لمركز البلينا بمحافظة سوهاج في جمهورية مصر العربية. حسب إحصاءات سنة 2006، بلغ إجمالي السكان في أولاد عليو 20636 نسمة، منهم 10010 رجل و10626 امرأة.